# Ibn al-Arif
Abu-l-Qàssim al-Hussayn ibn al-Walid ibn Nasr, conegut com a Ibn al-Arif o com a an-Nahwí, fou un sufí de renom i gramàtic andalusí natiu de Còrdova. Va viure alguns anys a Egipte i a la seva tornada a l'Àndalus fou preceptor dels fills d'Almansor. Va deixar diverses obres literàries i de gramàtica que no s'han conservat. Va morir l'any 1000 durant la campanya de Cervera. Fou enterrat a Toledo.